# Els amants criminals
Els amants criminals (títol original: Les Amants criminels) és una pel·lícula francesa dirigida per François Ozon el 1999. Segons l'autor, el film és una recreació moderna del conte d'Hänsel i Gretel. Ha estat doblada al català

## Argument
Alice (Natacha Régnier) i Luc (Jérémie Rénier) són una parella de joves francesos la relació de la qual no va bé, degut en gran manera a la falta de motivació sexual de Luc. Alice convenç a Luc per assassinar Saïd, un company de classe, fent creure a Luc que Saïd l'ha violada i ha pres unes fotografies de l'acte. Després de cometre l'assassinat, buscaran un lloc on enterrar el cadàver i, de camí, robaran en una joieria. Després d'enterrar el cos en un bosc, es troben perduts, en no poder trobar el camí de tornada. Allà es trobaran amb un misteriós personatge, el «home del bosc», que els retindrà i mantindrà segrestats a la seva cabana, en condicions infrahumanes. Passat un temps, l'home del bosc comença a forçar Luc a mantenir relacions sexuals, en les quals aquest descobrirà que la causa dels seus problemes sexuals amb Alice era la seva homosexualitat.

## Repartiment
- Natacha Régnier: Alice
- Jérémie Renier: Luc
- Miki Manojlović: L'home del bosc
- Salim Kechiouche: Said
- Yasmine Belmadi: Karim

## Premis i nominacions
- 2000: Gran Premi del Jurat en el L. A. Outfest per a François Ozon.
- 2000: Premi a la millor actriu en la Setmana Internacional de Cinema Fantàstic de Màlaga per a Natacha Régnier.
- 1999: Nominació al Golden Bayard del Namur International Festival of French-Speaking Film per a la pel·lícula.
- 1999: Premi al millor guió del Festival Internacional de Cinema de Catalunya per a François Ozon.
- 1999: Nominació com a millor Pel·lícula del Festival de Cinema de Sitges